# Ylä-Ihanto
Ylä-Ihanto är en sjö i kommunen Joensuu i landskapet Norra Karelen i Finland. Den är 14,4 meter djup. Arean är 43 hektar och strandlinjen är 3,61 kilometer lång. Sjön  ingår i Vuoksens huvudavrinningsområde.   Den ligger omkring 51 kilometer norr om Joensuu och omkring 420 kilometer nordöst om Helsingfors. 